# Quarterly Reviews of Biophysics
Quarterly Reviews of Biophysics is een internationaal, aan collegiale toetsing onderworpen wetenschappelijk tijdschrift op het gebied van de biofysica.
De naam wordt in literatuurverwijzingen meestal afgekort tot Q. Rev. Biophys. Het verschijnt 4 keer per jaar.
Het eerste nummer verscheen in 1968.